# Loris Benelli
Loris Benelli (Piangipane, 1º marzo 1953) è un ex cestista italiano.

## Carriera
Nato a Piangipane, nei pressi di Ravenna, a 16 anni entra nel vivaio della Virtus Bologna (1969). Nel 1972 con la formazione bolognese vince il tricolore juniores. Allenatore Ettore Zuccheri, tra i compagni di squadra di Benelli vi sono Massimo Sacco e Renzo Ranuzzi. Il primo trofeo vinto da senior è, sempre con la Virtus (sponsorizzata Norda), la Coppa Italia 1974, prima edizione della manifestazione (allenatore Dan Peterson, John Fultz miglior realizzatore). La vittoria apre alle V Nere le porte dell'Europa: nel 1975-76 Benelli gioca la Coppa delle Coppe sfidando Maccabi Tel Aviv, Jugoplastika Spalato e Spartak Leningrado. La Virtus esce ai Quarti di finale.
Al termine della stagione 1974-75 viene ceduto in cambio di Carlo Caglieris e passa alla Fortitudo. L'allenatore è Aza Nikolić. Benelli si inserisce bene nel gruppo creato dal tecnico slavo e nell'annata 1976-77 la F (sponsorizzata Alco e Mercury) arriva fino alle semifinali in Serie A1 e raggiunge la sua prima, storica, finale in una coppa europea: la Coppa Korać, dove è sconfitta dalla Jugoplastika a Genova, il 5 aprile 1977.
Le altre squadre in cui ha giocato Benelli sono state San Lazzaro di Savena (Serie B) e Pallacanestro Ferrara. Nella stagione di Serie B 1981-82 gioca con la squadra ferrarese, che viene promossa in A2.
In nazionale ha vinto il bronzo ai VII Giochi del Mediterraneo di Algeri (1975).

## Palmarès
- Coppa Italia: 1

Virtus Bologna: 1974